# 正义号战列舰
正义号战列舰（法語：Justice）是法國海軍於1900年代所建造的前無畏艦，同時是自由級戰艦的二號艦。本艦屬1900年艦隊法案其中之一，設計佈局承襲自共和級戰艦，與前一級最大的差別在於本級艦採用口徑更大的副砲型號。本艦於1903年4月開始鋪設龍骨，1904年10月27日時首次下水，並在1908年4月15日服役。艦上的主要武器為4門305公釐口徑1893/96年型主砲，這些主砲配置於2座雙聯裝砲塔內，另副砲以194公釐口徑1902年型火砲取代共和級的164公釐口徑1896年型火砲。其推進系統由3組垂直型三脹式蒸汽機與24台尼克勞斯式鍋爐組成，在航速可達18節（33每小時；21英里每小時）左右。然而，以全裝重型火炮（All-Big-Gun）設計概念建造的无畏号战列舰開始於1906年12月服役於英國皇家海軍，這使得本艦及其同型艦在服役時即淪為二流戰艦。
服役後的正义号，被法國海軍指派為法國地中海艦隊第2總隊的旗艦，並駐紮於土倫。服務初期，正義號的主要任務為海上演習、執行巡航任務、或是於法國各個地中海港口執行訪問行動等，另外還多次參與國內與國際的海軍閱兵典禮。1909年9月，正义号與真理號、自由號一同代表法國，前往美國參加哈德遜-富爾頓慶典。在接下來的時間裡，正義號與其姊妹艦民主號曾發生兩次碰撞，第一次在1913年12月，第二次則發生在1914年8月，所幸在這兩起事故中本艦都沒受到嚴重損壞。
當第一次世界大戰於1914年8月爆發後，本艦被改編至法國地中海艦隊第2分艦隊，首要任務為協助護航從法屬北非至法國本土間的運兵艦隊，以面對德軍入侵法國北部。接下來正義號隨艦隊前往亞得里亞海，阻止奧匈帝國海軍勢力延伸至地中海海域。隨後在8月的安提瓦里海戰中，正義號協助聯軍艦隊擊沉奧匈帝國海軍的澤塔號防護巡洋艦。接下來正義號隨艦隊多次嘗試引誘奧匈帝國海軍艦艇出戰，但奧匈帝國海軍在經歷安提瓦里海戰後便不願派出海面艦艇，僅派出潛艇進行襲擊戰，迫使法國海軍僅能有限度地派遣正義號等戰艦在亞得里亞海海域進行巡航任務，避免遭受到嚴重損失。在義大利加入協約國一側後，法國海軍才得以把艦隊撤出亞得里亞海，而正義號也被調往支援達達尼爾海峽戰事。1916年中期，聯軍為了向希臘政府施加壓力，派遣正義號等艦在希臘海域執行施壓動作，正義號接著隨艦隊直接前往薩洛尼卡，意圖逼迫希臘加入協約國。在戰爭最後的數個月裡，正義號在科孚島和穆茲羅斯之間交替駐紮，度過停戰前最後的歲月。
一次大戰結束後，法國海軍立刻派遣正義號前往黑海，先是負責監督投降的德軍歸還侵占的俄羅斯軍艦，接下來與協約國協助干涉俄國內戰，幫助當地俄國白軍防守敖德薩及塞瓦斯托波爾。然而法國官兵在經過多年戰爭洗禮後，因思鄉情切逐漸轉變成厭戰情緒，而法國軍官卻輕忽這些情緒高漲船員，導致在正義號及另兩艘艦爆發譁變，海軍高層最終不得不與譁變者妥協，同意將整個艦隊召回法國本土，才迅速地將這場叛變平息。在返回法國時，正義號將在黑海受損的米拉波號拖回法國修理，之後改編為訓練艦。不過，正義號短暫地擔任訓練艦後，就於1920年4月轉為後備役，最終於1921年3月退役，並在1921年12月出售，隔年隨即被拆解。

## 設計

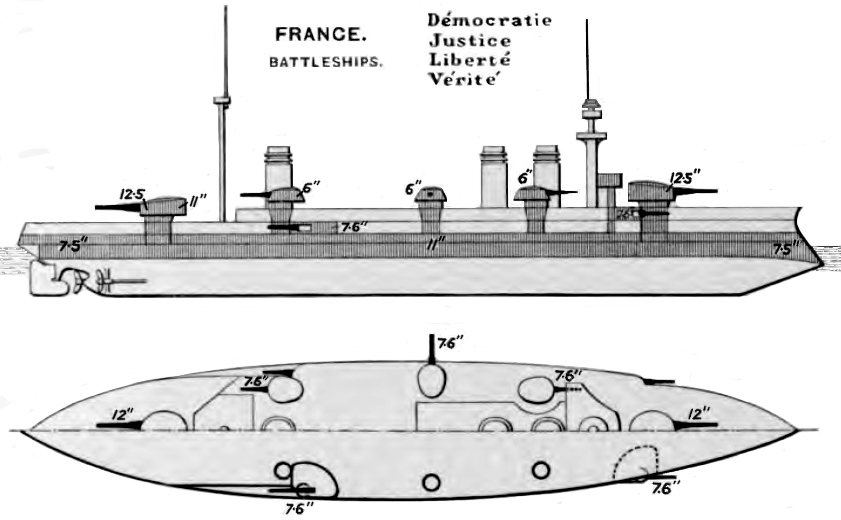
自由級描繪圖，出自1906年的布拉希海軍年鑑（Brassey's Naval Annual）。

自由級戰艦原預計為共和級戰艦的一部分，但在英國皇家海軍開始建造英王愛德華七世級戰艦後，影響到共和級戰艦建造計畫，英王愛德華七世級戰艦在副砲口徑上採用9.2英寸（230），促使法國海軍總參謀部要求將原預計要建的4艘共和級戰艦重新設計，以便能配置口徑更大的副砲。然而諷刺的是，設計師白勞易曾預計在共和級戰艦上提出相關配備方案，但因口徑較小的164.7（6.48英寸）口徑火炮射速較快，因而總參謀部拒絕口徑較大的副砲方案。這項改動除了造成武器配備不同外，大體上與共和級戰艦相似，因此自由級戰艦有時被認為是共和級的亞型艦。
正義號於1903年4月在濱海拉塞訥地中海冶金和造船廠放置龍骨，其姊妹艦真理号也在同一月份開始建造。1本艦於1904年10月27日首次下水，最終於1908年2月開始服役。然而，英國的无畏号無畏艦已在1906年12月2日開始服役，該艦採全巨砲設計（all-big-gun），主砲使用10門12英寸（300）口徑火砲，並使用能提供更快航速的蒸汽渦輪發動機當作推進系統，使得本艦及其同型的前無畏艦在服役前即性能過時。
本艦全長135.25（443英尺9英寸）；舰宽24.25米（79英尺7英寸）；吃水深度為8.2（26英尺11英寸）。在滿載狀況下，正義號排水量在14,900公噸（14,700長噸）。推進系統上則為三軸推進，以三組垂直型三脹式蒸汽機為動力來源。在鍋爐上，本艦採用24台尼克勞斯式鍋爐，此配置與其它3艘不一樣。整組推進系統可提供17,500匹公制馬力（17,300匹指示馬力），使本艦最高航速達18節（33每小時；21英里每小時）。艦上平時燃煤庫存為900公噸（890長噸；990短噸），最大儲存量可達1,800公噸（1,800長噸；2,000短噸）；在最大燃煤庫存下，若以10節（19每小時；12英里每小時）巡航速度航行，其續航半徑可達8,400海里（15,600；9,700英里）。出航執勤時，艦上可容納32名軍官及710名船員。
正義號的主要武器為4門305公釐口徑1893/96年型主砲，這4門主砲安裝在2座雙聯裝砲塔內，並平均分配在前甲板與後甲板側。次要武器則為10門194公釐口徑1902年型火砲；其中6門以單裝方式安裝在砲塔內，剩餘4門則設置在船體炮廓處；另外還有13門65公釐口徑1891年型火砲及10門哈其開斯3磅艦炮等；船體水線下舷侧區域另有2組450（17.7英寸）口徑魚雷管。
本艦的主裝甲帶在船舯最大厚度為280（11英寸），並與2裝甲甲板相連接著，上裝甲甲板與下裝甲甲板的厚度分別為54（2.1英寸）與51（2.0英寸），在主裝甲帶與裝甲甲板相連處的傾斜裝甲厚為70（2.8英寸）。主砲塔最大裝甲厚度位於砲塔正面，厚度達360（14英寸），而副砲塔正面裝甲厚度也有156（6.1英寸）厚，位在炮廓處的副砲則以174（6.9英寸）厚的裝甲保護著；另外，司令塔側面以266（10.5英寸）厚的裝甲保護著。

### 改裝
法國海軍在正義號服役後，對主砲塔火炮提升仰角或是相關增加射程的改裝方案曾多次嘗試，但後來證實這是無法執行的。不過海軍人員試圖將砲塔後方兩側的空艙間灌水注滿，讓砲塔向後傾斜2度，被動地讓火炮仰角有所提升，同時使最大射程半徑從12,500至13,500（41,000至44,300英尺）。1915年至1916年期間，副砲塔配置一台新的電動機，用以提升運轉及升降效率；另外位在艦橋兩側的哈其開斯3磅艦炮被移除，後上層建築的2門3磅艦炮則被移至後主砲塔頂部。1915年12月8日，海軍司令部發布命令，要求將艦上的輕裝火炮數量修改為8門3磅艦炮及10門65 mm（2.6英寸）口徑1902年型火砲。1916年時，一部分的輕裝火炮再次進行改裝，其中4門3磅艦炮改以高角度防空座安置，並配置在後主砲塔及第7與第8座副砲塔頂部。在射控系統上，本艦於1912年至1913年期間安裝2組長2（6英尺7英寸）的巴爾與史特勞德測距儀；至第一次世界大戰結束時，除了這2組長2（6英尺7英寸）的測距儀外，還配備2組長2.74米（9英尺0英寸）的測距儀，其中一組2.74米（9英尺0英寸）測距儀配置在後上層建築，並當作高角度射控系統用。

## 服役歷程

### 第一次世界大戰前

#### 1903年至1910年期間

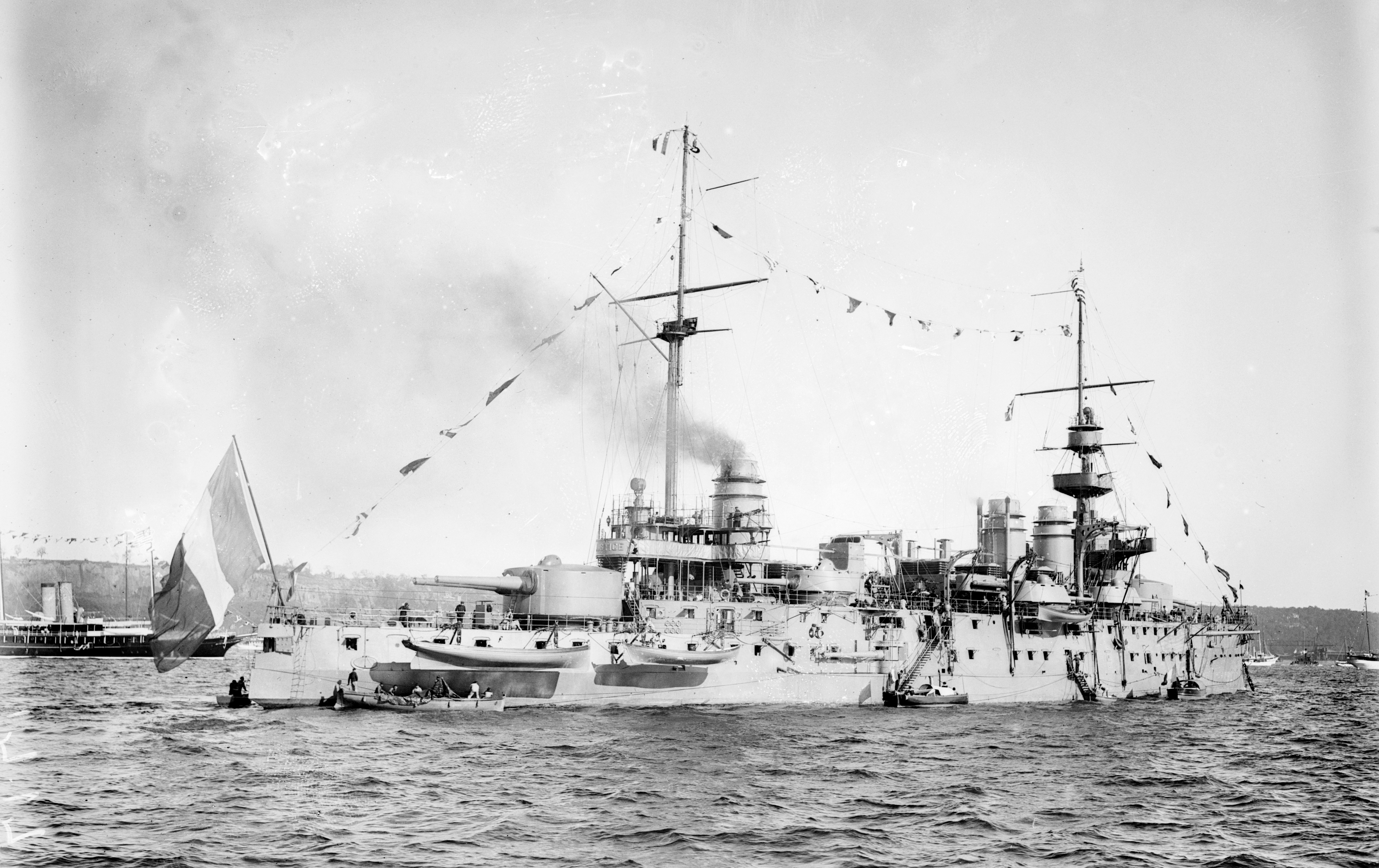
於美國參與哈德遜-富爾頓慶典的正義號戰艦。

正義號於1903年4月1日在濱海拉塞訥地中海冶金和造船廠放置龍骨，其姊妹艦真理号也在同一月份開始建造。本艦於1904年10月27日首次下水，最終於1908年4月15日完工，同時是自由級戰艦中第二艘服役的軍艦。然而同時期英國的无畏号战列舰卻已在1906年12月2日開始服役，該艦採全巨砲設計（all-big-gun），主砲使用10門12英寸（300）口徑火跑，並使用能提供更快航速的蒸汽渦輪發動機當作推進系統，使得本艦在服役時即性能過時。在開始服役後，法國海軍將本艦編入地中海分艦隊第二總隊，與自由号、真理號在同一總隊內，同時命令本艦擔任旗艦。海軍少將朱爾·勒·波德在同一時期被任命為該艦隊指揮官，並於1908年4月16日登上本艦開始執勤。從1908年6月10日至7月期間，地中海分艦隊與北方分艦隊（Escadre du Nord）一同在比塞大進行年度演習。1908年10月，正義號隨第二總隊再度訪問比塞大。1908年12月28日，義大利西西里島美西納發生地震，隨後在12月30日時，法國海軍派遣正義號、真理號兩戰艦，以及箭袋號、軍樂號兩驅逐艦前去人道救援，救助當地的倖存者。
1909年2月，正義號隨地中海分艦隊停泊在濱海自由城，隨後前往科西嘉島一帶海域進行操演訓練，之後於1909年4月26日回到濱海自由城參與法國總統阿爾芒·法利埃主持的海上閱兵典禮。在這段演習期間，正義號與自由號及共和號於1909年3月17日以舊型鐵甲艦風暴號為目標進行射擊演習。1909年6月，正義號、共和號2戰艦與伽利略號防護巡洋艦一同前往大西洋進行操演；三艦於1909年6月12日在西班牙加的斯與祖國號、自由號、民主號、歐內斯特·勒南號會合。演習項目包括在昂蒂奧什海峽以潛艇艦隊為假想敵等；接著艦隊向北航行到拉帕利斯港灣進行無線裝置測試，後又前往基伯龍灣進行射擊訓練。自1909年7月8日至15日期間，艦隊停靠在布雷斯特進行整補，接著於次日航行到勒阿弗爾。1909年7月17日，北方分艦隊前來此處與艦隊會合，兩分艦隊一同參與由法國總統阿爾芒·法利埃舉行的海軍閱兵典禮。10天過後，兩艦隊一同航行至瑟堡參與另一場海軍閱兵典禮，這場典禮舉辦的時間剛好與俄羅斯沙皇尼古拉二世訪問法國行程同時相遇，尼古拉二世隨後前來出席這場海軍閱兵典禮。
1909年9月12日，正義號與真理號、自由號從第二總隊分離，並一同代表法國，前往美國參加哈德遜-富爾頓慶典，慶祝歐洲人發現哈德遜河300週年。在勒·波德的指揮下，這三艘戰艦是第一支抵達美國的外國特遣艦隊。此次航行從布雷斯特為起點，在平均航速16節（30每小時；18英里每小時）下，經過7天才抵達美國紐約。包括美國海軍研究所在內的海軍專家檢視過後，都對本級艦的推進系統性能表示滿意。在經過一個多月後，3艦於1909年10月27日返回土倫。1910年2月18日，正義號與共和號、祖國號、蘇弗朗號、真理號、民主號一同前往胡安灣進行演習，演習項目為以尼斯當作假想敵對港口進行模擬攻擊。在1910年5月21日至6月4日期間，正義號隨第1分艦隊一同在薩丁尼亞島及法屬阿爾及利亞之間的海域進行操演訓練；接著於1910年6月7日至18日期間隨第2分艦隊執行海上演習任務。由於艦上的主炮發生故障，因此本艦於1910年7月13日至21日期間轉移至土倫造船廠內進行維修。同年12月初時，正義號艦上爆發大規模傷寒，多數船員遭到感染，迫使海軍高層要求本艦僅能駐紮在胡安灣，試圖以隔離方式來控制疫情；所幸到12月15日時，艦上的疫情已經平息。

#### 1911年至1914年期間

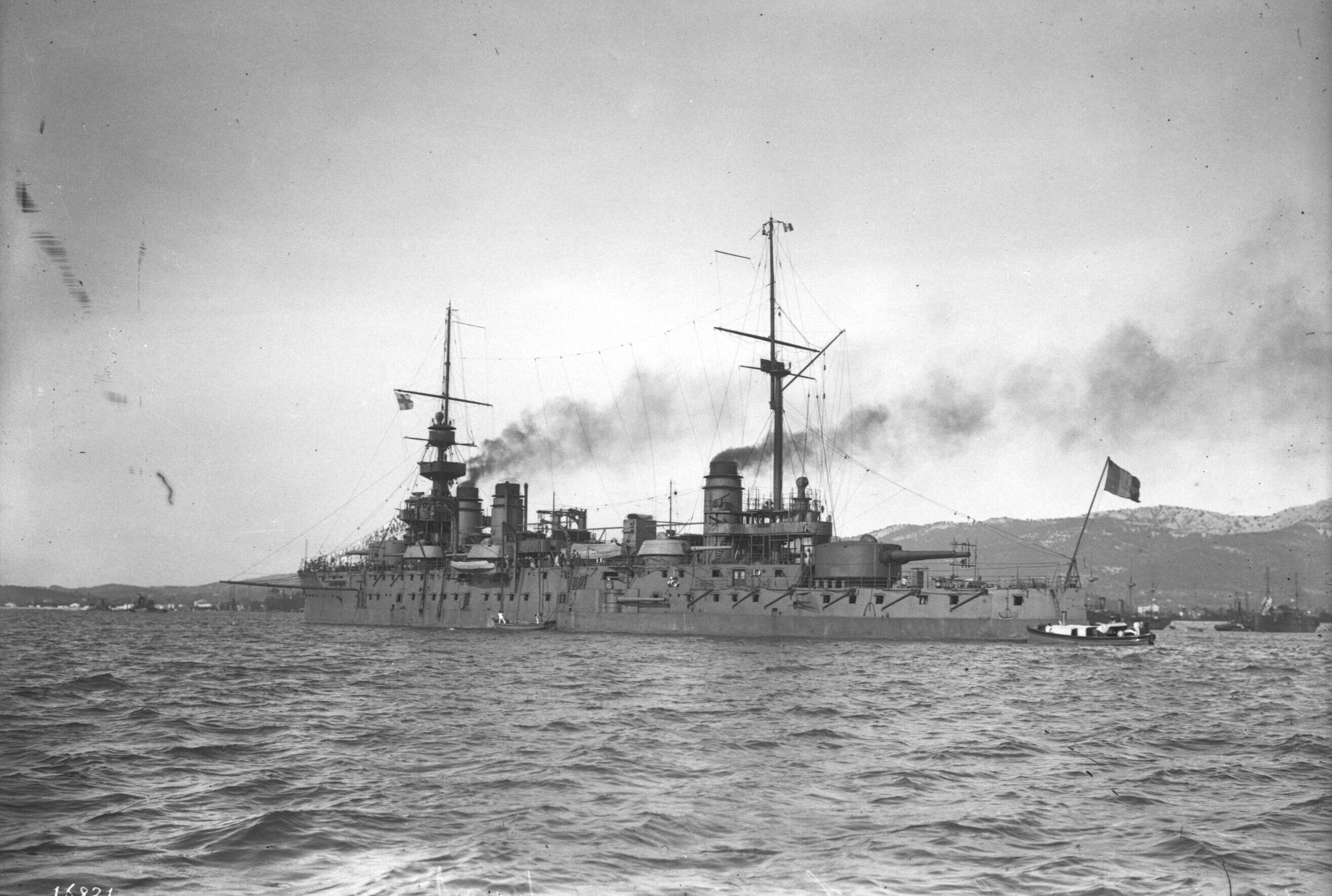
位於土倫的正義號戰艦。

1911年2月，法國海軍在正義號與真理號上進行無線電報實驗。此次實驗是成功的，並顯示接收最大距離可達72英里（116）。1911年4月16日時，正義號與其它艦一同護衛搭乘在真理號上的法國總統阿爾芒·法利埃、海軍部長泰奧菲勒·德爾卡塞、公共工程和郵電部長查爾斯·杜蒙等人前往比塞大。艦隊在2天後抵達該地，並於1911年4月19日在當地舉行一場閱兵典禮，參與者還包括2艘英國戰艦、2艘義大利戰艦，以及1艘西班牙巡洋艦等。護航艦隊後來於4月29日返回土倫，總統阿爾芒·法利埃在艦隊抵達港口後，宣布獎賞船員們2倍糧食配給，並免除任何懲戒，來感謝他們傑出的表現。1911年5月至6月期間，正義號隨第1總隊及歐內斯特·勒南號、萊昂·甘必大號等裝甲巡洋艦在西地中海海域進行巡航任務，並同時造訪卡利亞里、比塞大、邦纳、菲利普維爾、阿爾及爾、布日伊等多個港口。隨著次型丹東級戰列艦開始陸續服役，法國海軍於1911年8月1日將丹東級各艦分派至第1分艦隊，並將正義號等4艘同級艦，以及2艘共和級戰艦轉調至第2分艦隊。1911年9月4日，2個分艦隊在土倫參與一場由總統阿爾芒·法利埃主持的大型艦隊閱兵儀式；隨後正義號與第2分艦隊於1911年9月11日駛往胡安灣及馬賽等海域進行海上演習，5天之後返回土倫。
1911年9月25日，姊妹艦自由號因彈藥艙殉爆而損毀；事發後第二日，法國海軍部在正義號上招集首場事故調查委員會。僅過一個月後，正義號於1911年10月11日在艦上彈藥艙附近的電氣系統設施突然發生火災，起火原因推估為電線短路。由於火災起始點在彈藥艙附近，艦上的指揮官一收到警訊後，立刻下令開啟閥門，將2間儲藏194（7.6英寸）口徑砲彈及1間儲藏47（1.9英寸）口徑砲彈的彈藥艙灌入海水，幸運地及時阻止已經蔓延至艙門口的大火，避免本艦發生與其自由號一樣的災難。值得一提的是，就在幾天前，蘇弗朗號艦上也發生一起火災意外，該艦船員也是將彈藥艙注入海水，避免殉爆意外發生。在此之後至1911年12月15日前，正義號隨艦隊巡航至萊斯薩林斯（Les Salins）、萊拉旺杜、波克羅勒島等。在1910年某個時刻，一部以正義號為主題的記錄片《在法國正義號戰艦上的一天》正式上映。
1912年1月19日，正義號與丹東號等兩艘戰艦在雇傭兵號及卡拉賓號兩驅逐艦的護衛下，一同前往馬爾他；真理號在艦隊途經比塞大時加入行列，5艘艦最後於1912年1月22日抵達瓦莱塔，並在當地巧遇遠從印度航行回來，正停留在馬爾他的英王乔治五世及王后玛丽。正義號接著於1912年4月24日與共和號一同前往耶爾沿岸一處的碇泊所進行炮術操演，真理號與祖國號在次日也加入行列。海軍上將奧古斯汀·布埃·德·拉佩雷爾在1912年7月2日至12日期間於胡安灣視察兩戰艦分艦隊，其中包括正義號。視察過後，布埃·德·拉佩雷爾帶領艦隊先巡航至科西嘉島，然後再前去法屬阿爾及利亞。在1912年剩下的日子裡，正義號渡過一段平安無事的役期。

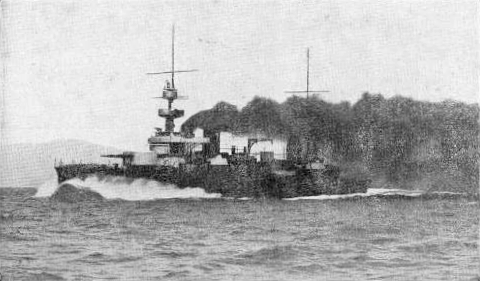
高速航行中的正義號戰艦。

在1913年初，正義號隨第2分艦隊一同前往萊拉旺杜一帶海域進行操演訓練。法國海軍接著於1913年5月19日集結當時16艘戰艦，於土倫及薩丁尼亞島之間的海域進行大規模演習，並以法國總統雷蒙·普恩加萊主持的海軍閱兵典禮收場。本艦接下來於1913年7月1日至4日期間，隨第2分艦隊在外海進行砲術操演。自1913年8月23日起，本艦隨第2分艦隊離開土倫，並與朱爾·費里號、埃德加·吉涅號兩艘裝甲巡洋艦，以及兩組驅逐區艦隊於大西洋海域進行海上操演訓練。在前往布雷斯特途中，艦隊還短暫停靠在丹吉爾、魯瓦揚、勒韋爾東、拉帕利斯、基伯龍灣、瑟堡等，最終於1913年9月20日抵達目的地，同時在當地遇到一支由4艘戰艦、5艘巡洋艦組成的俄羅斯分艦隊。在布雷斯特停靠一段日子後，第2分艦隊開始返航，並在中途停靠在加的斯、丹吉爾、凱比爾港、阿爾及爾、比塞大，最終於1913年11月1日抵達土倫。1913年12月3日，正義號、共和號、真理號一同進行魚雷操演及測距訓練。當本艦於12月19日至20日晚上停泊在萊斯薩林斯期間，一陣狂風將停靠在一旁的民主號吹向正義號，使得民主號的左舷螺旋槳切斷正義號的右舷錨鏈，導致民主號船艏整個轉向，直接撞上正義號的兩個裝甲甲板，兩艦在事故後都被迫移入土倫船塢內進行維修。
維修完畢後，正義號於1914年初返回萊斯薩林斯，並於1914年1月19日與第2分艦隊會合，一同進行魚雷操演。同月下旬，本艦又隨第2分艦隊航往比塞大，然後於1914年2月6日返回土倫。正義號、共和號、民主號、真理號後於1914年3月4日被法國海軍調遣至第1戰艦分艦隊，並與第2輕裝分艦隊前往薩丁尼亞島及韋基奧港。第2輕裝分艦隊又於1914年3月30日前往馬耳他訪問英國地中海艦隊，直到1914年4月3日才返回土倫。正義號後來於1914年6月份隨艦隊訪問各個港口，但在奧匈帝國皇儲弗朗茨·斐迪南大公於1914年6月遇刺後，歐洲大陸於7月開始爆發戰爭危機，所有艦隊被迫在港口待命。隨著國際緊張局勢加劇，法國海軍同意各艦可在沿岸進行短期操演行動。

### 第一次世界大戰期間

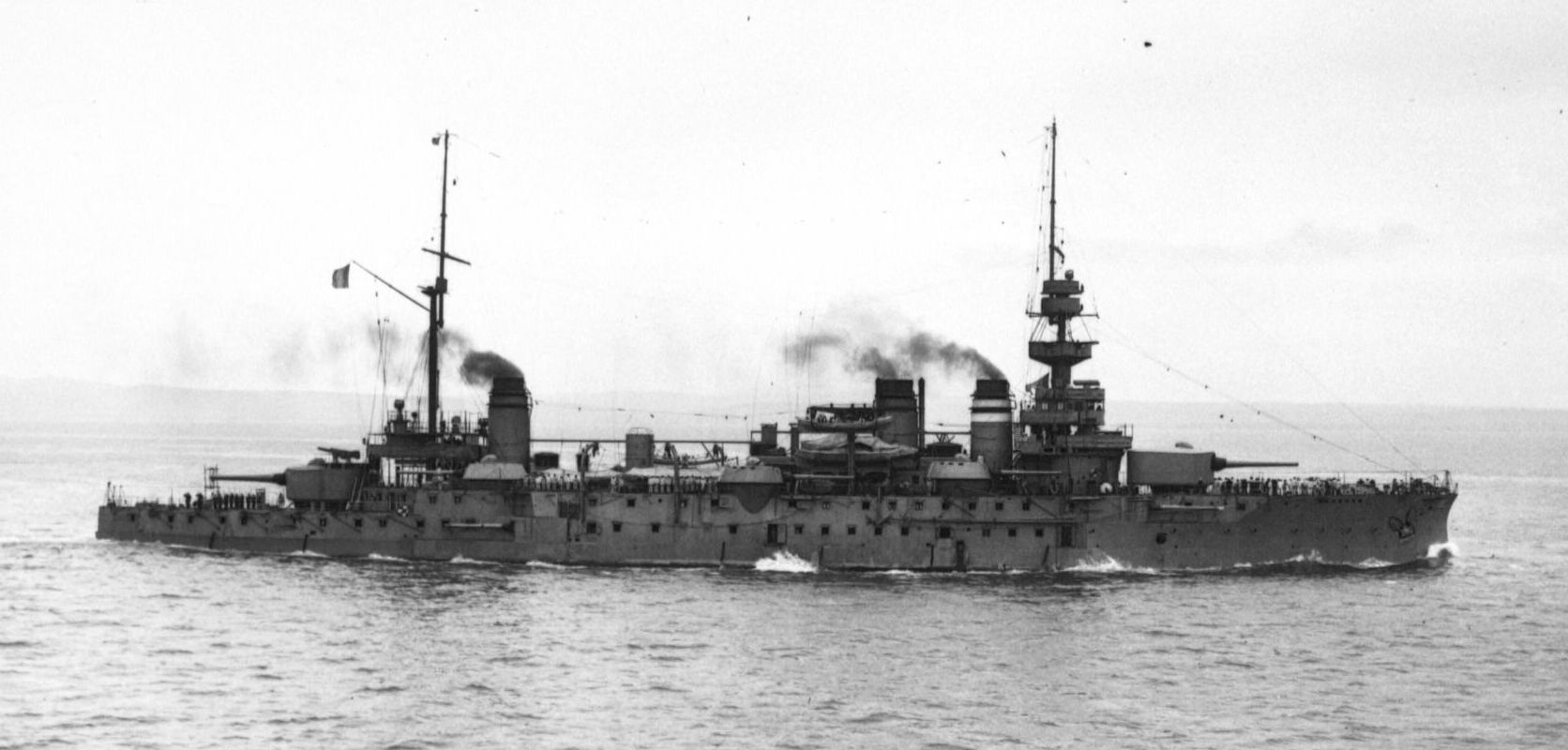
航行中的正義號戰艦。

當第一次世界大戰於1914年7月爆發後，法國政府便在1914年8月1日宣布全面動員。海軍上將奧古斯汀·布埃·德·拉佩雷爾於次日下令所有法國艦隊需在22：15時開始預先運轉鍋爐，以便讓所有軍艦能夠在次日早些時刻啟程出發至法屬北非。為避免遭到以格本號大巡洋艦為首的德國地中海支艦隊襲擊，法國海軍決定派遣所有可以戰鬥的軍艦護衛往來於法屬北非至本土間的部隊運輸艦群。法國海軍將正義號與民主號一同編至法國地中海艦隊第2分艦隊第2總隊。本艦最初的任務為協助護航法國陸軍第19軍團共7000名軍人從阿爾及利亞到法國本土，該軍團分別由7艘客輪搭載。同一時間，正義號被指派為第2分艦隊第2總隊旗艦，由海軍准將安東尼·奧古斯丁·特拉庫（Antoine Auguste Tracou）指揮。護航至中途時，第2總隊將任務交接給前來支援的讓·巴爾號、孤拔號、孔多塞號、韋尼奧號等艦，讓後者護航運輸艦隊返回法國本土；而德艦格本號在砲擊邦纳與菲利普維爾的法軍設施後，就徑直地朝君士坦丁堡方向離去，而非針對地中海航運進行襲擊，所以本艦最終沒有與德艦相遇。

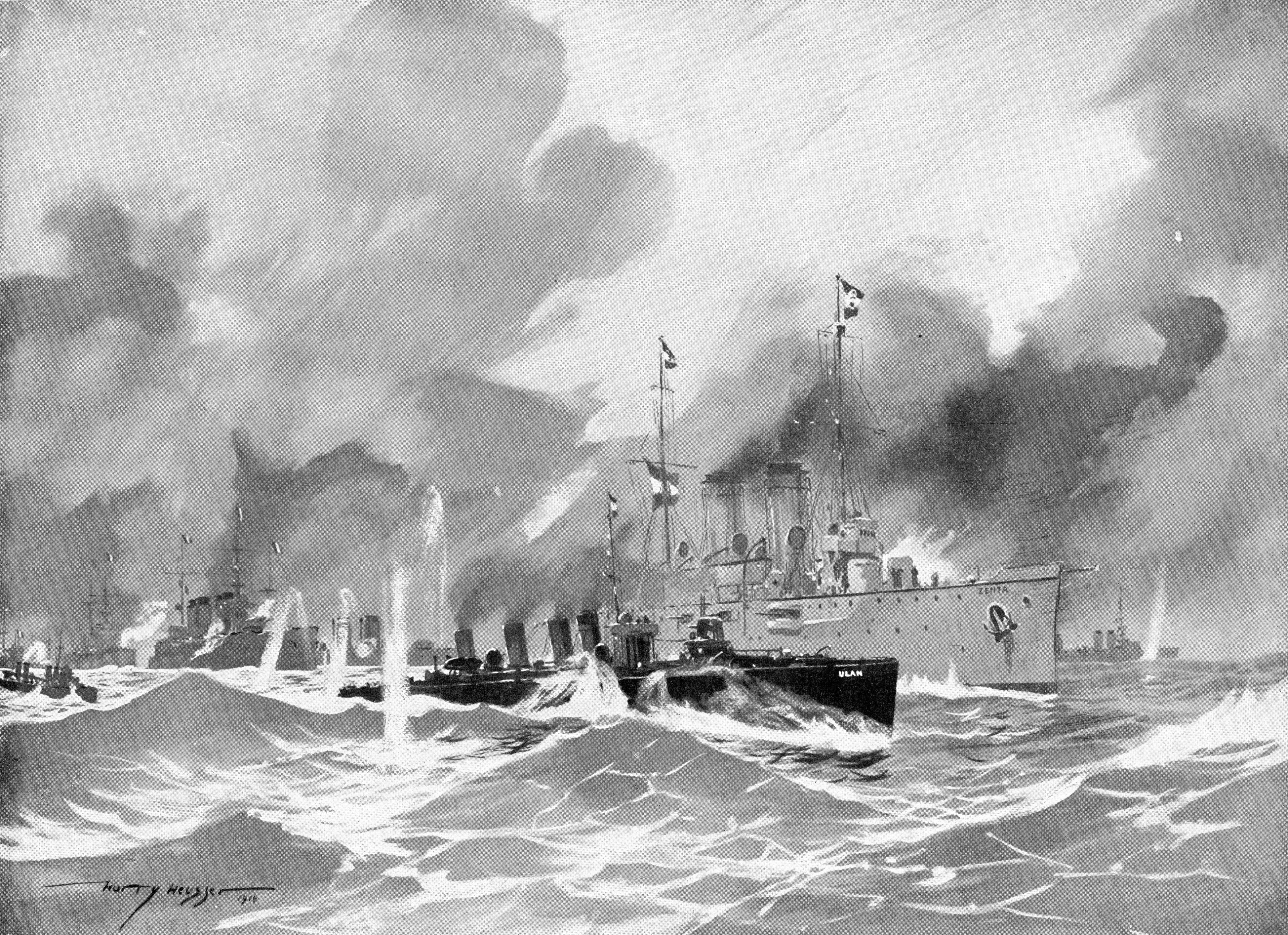
安提瓦里海戰中，遭到法艦猛烈攻擊的奧匈帝國海軍澤塔號防護巡洋艦及烏蘭號魚雷艦。

隨著英國與法國在1914年8月12日向奧匈帝國宣戰，戰事持續地擴大當中，法國海軍緊接著派遣第1分艦隊與第2分艦隊到南亞得里亞海阻止奧匈帝國海軍從中地中海海域突破。法國艦隊於1914年8月15日抵達奧特朗托海峽，並與在奧索尼島北方海域巡邏的英艦防衛號及韋茅斯號會合。布埃·德·拉佩雷爾接著帶領英法艦隊駛入亞得里亞海，試圖與奧匈帝國艦隊展開激戰。第二天清晨，英法兩軍的巡洋艦皆發現有不明船艦接近中，後來確認是正在執行封鎖蒙特內哥羅沿岸任務的奧匈帝國艦艇澤塔號及烏蘭號，隨後爆發安提瓦里海戰。布埃·德·拉佩雷爾在剛開始時下令所有戰艦先鳴炮示警，但此舉不僅造成聯軍艦隊的砲手混亂，同時讓烏蘭號順利逃脫。航速較慢的澤塔號同樣試圖逃離戰線，不過聯軍艦隊以戰列線戰術發動攻勢，砲火多次命中澤塔號，使得該艦發動機失效，同時也造成艦體發生火災，隨後不久就沉入海底。英法聯軍在海戰勝利後，也撤回至原本控制的海域範圍。在這場海戰過程中，一發砲彈飛向正義號右舷前炮廓處，並在1門194（0.636英尺）口徑火炮前爆炸。
接下來3天，正義號隨法國艦隊在亞得里亞海南方海域巡邏，期望奧匈帝國派艦前來交戰，卻沒有遇到任何一艘敵艦。1914年8月17日，由於當日艦隊在海上遭遇一場大霧，正義號與民主號因視線不良，於09:20時又發生相撞意外，民主號的方向舵與中螺旋槳受損，而正義號的船艏則是被撞凹。法國海軍隨後立刻將正義號撤回至馬爾他進行修理，所幸維修只花4天的時間而已，讓本艦可於8月27日時返回艦隊繼續執勤。1914年9月1日，正義號隨艦隊前往卡塔羅，試圖以轟炸設施來引誘奧匈帝國艦隊出來對戰，但由於奧軍嚴禁任何艦隻出海交戰而未能成功。另一方面，聯軍許多艦隻受到安提瓦里海戰影響，除了在交戰過程中的短暫時間內，火炮一直處在上膛階段，準備在發現敵艦時即可迅速開火。聯軍接著在1914年9月18日至19日期間再次派遣艦隊入侵亞得里亞海，並一度推進到維斯島一帶海域。
聯軍艦隊於1914年10月至11月間仍持續地在該海軍執行作戰任務，其中包括在蒙特內哥羅沿岸一帶執行掃蕩任務，掩護在該海域進行補充煤炭的商船等。不過儘管法國肩負防守地中海防線的重責，但法國海軍在亞得里亞海附近缺乏適合的前線基地，導致在該海域的行動都受到限制。雖然英國同意法國海軍可自由使用馬耳他的軍港，但馬耳他仍距離亞得里亞海數百英里遠，並不適合擔當前線基地。除此之外，奧地利海軍不時派遣數艘潛艇襲擊該海域內的船艦，這些水下威脅也極大地威脅協約國軍艦在亞得里亞海的行動。例如在1914年12月，奧匈帝國U-12號潛艇擊傷让·巴尔号战列舰，迫使法國海軍必須將正義號等多數戰艦暫時退守至馬爾他或比塞大兩地，所有主力艦在亞得里亞海的任務也都暫緩執行。隨著協約國部隊於巴爾幹半島有所進展後，法國人才獲得科孚島，正義號等多數軍艦才得以駐紮在靠近亞得里亞海的海港。1914年12月底時，正義號隨艦隊停留在納瓦林灣，隨後前往基西拉島與克里特島之間海域執行巡邏任務至次年5月7日為止。當義大利王國於1915年5月倒戈至協約國陣營後，法國海軍就將亞得里亞海的控制權交給了義大利皇家海軍，同時將法艦撤回至馬爾他與比塞大兩地，法國海軍後續還將比塞大建造為法國主要的艦隊基地之一。
1916年1月，法國海軍將正義號與民主號調遣至達達尼爾總隊，協助加強達達尼爾海峽海軍實力，並掩護正在撤離加里波利之戰的陸軍部隊。海軍部接著在1916年6月進行艦隊重組，正義號與其兩艘同型艦、兩艘共和級戰艦、以及蘇弗朗號等被改編至第3分艦隊。由於希臘王國康斯坦丁一世較親近德國，加上他的王后索菲是威廉二世的妹妹，所以希臘在一戰爆發後一直處在中立狀態。在加里波利之戰挫敗撤退後，英法聯軍士氣低迷。為了在巴爾幹半島開啟新戰線，英法兩國開始策畫如何逼迫希臘政府倒向協約國一方，法國海軍將第3分艦隊轉移到希臘薩洛尼卡，向希臘政府施加壓力。在1916年6月和7月期間，正義號在薩洛尼卡及穆茲羅斯之間交替值勤，並在7月底時轉移到凱法利尼亞島。
自1916年8月起，希臘親協約國人士發起十一月事件，準備推翻君主制，英法兩國眼看機不可失，立刻軍事介入這起事件中。法國軍方接著在1916年12月1日派遣部隊在雅典登陸，以便支援親協約國一派，而正義號等艦則在沿岸準備進行支援。不過在雅典的戰事並不如意，英法部隊被希臘軍隊及武裝平民擊敗，只得再度搭艦撤離，之後司令部下令海上封鎖保皇派控制的希臘地區。這場僵局延燒到1917年6月時，康斯坦丁一世終於頂不住壓力而被迫遜位，並默認盟軍在馬其頓的軍事行動。由於在希臘的任務達成，第3分艦隊正式解編，正義號隨後於1917年7月1日調回第2分艦隊，與兩艘同型艦及3艘丹東級戰艦在同一分艦隊裡。由於接下來有一段時間煤炭短缺，第2分艦隊僅能一直駐防在科孚島，直到1918年9月下旬才能再次出海操演。1918年10月下旬過後，同盟國陸續向英法兩國簽署停戰協定，這象徵著第一次世界大戰正式結束。法國海軍接著將第2分艦隊調往君士坦丁堡，來監督投降的鄂圖曼帝國軍隊，正義號與民主號接著更深入至黑海，監督德國人在戰時扣押的俄艦交還給俄國。

### 第一次世界大戰後
1918年12月8日，法國海軍派遣正義號前往敖得薩與米拉波號會合，儘管協約國意圖武裝干涉俄國內戰，但法軍在這段期間僅在兩艦上觀察布爾什維克部隊與白軍之間的軍事衝突。3天過後，布爾什維克勢力開始準備攻占敖得薩，這時正義號、米拉波號、儒勒·米什萊號才開始派船員下岸協助白軍加強防禦工事。1919年1月1日，正義號返回君士坦丁堡，法國海軍也在同一時間內將位在黑海的法國軍艦改為第2分艦隊，與本艦同屬於第2分艦隊的還有前無畏艦民主號、狄德羅號、韋尼奧號，以及無畏艦法兰西号等。接下來，法國艦隊轉調至塞瓦斯托波爾，協助當地俄國白軍組織防禦工事，並封鎖大部分由布爾什維克部隊控制的烏克蘭海岸。
至1919年4月中旬時，法軍司令一反先前參加衝突的態度，突然決定積極地撤出法國軍隊，這使船員們相信他們很快就可以返回家園。然而事實證明並非如此，導致船員們厭戰情緒高漲，並於4月19日在正義號、法兰西号、让·巴尔号爆發譁變。這場叛變以分艦隊旗艦法蘭西號為中心，迅速蔓延至其它法國艦艇。儘管正義號上的船員在譁變期間相對冷靜，但船員們仍在艦上升起紅旗表示支持。隨後，一群希臘士兵試圖阻止事態發展，但在阻止無效後開始向岸上的示威群眾開槍，使得局勢發展成血腥鎮壓；造成1名法國船員遇難，另有5人受傷。正義號上的船員聽到此消息後都被激怒了，並開始討論是否該對停泊在附近的希臘基爾基斯戰艦開火報復。然而正義號艦長為了避免事態繼續惡化，下令將艦上所有火砲的炮栓全部卸除，避免艦上人員對希臘軍隊進行報復性攻擊。儘管恐懼持續不斷，但高層的強勢干預暫時阻止船員繼續叛變。最終，法國海軍高層與譁變者妥協，將艦隊召回法國本土，使形勢獲得緩解。
與此同時，米拉波號在1919年2月18日的一場暴風雪中不幸地擱淺在克里米亞沿岸，直到4月才脫淺，並轉往塞瓦斯托波爾進行維修。然而布爾什維克部隊勢如破竹，塞瓦斯托波爾隨時都會淪陷之際時，法國海軍只得指派正義號強行將米拉波號於1919年5月5日拖至君士坦丁堡。1919年5月7日至15日期間，兩艦停留在君士坦丁堡準備返回法國，之後在穿越達達尼爾海峽時，兩艦的船員均向在1915年加里波利海戰中於布韋號上罹難的船員弔念。為了避免對米拉波號造成更進一步的損害，正義號在1,800海里（3,300；2,100英里）的航行距離下，航速被規定不能超過7節（13每小時；8.1英里每小時），最終兩艦於1919年5月24日安全抵達土倫。1919年6月6日，正義號再次充當拖輪，將李威利指揮官號魚雷艦（Commandant Rivière）從土倫拖至布雷斯特，兩艦於1919年6月17日抵達該地。在此之後，法國海軍將本艦改為訓練艦。1920年4月1日，正義號被改為後備役，並於1921年3月1日被法國海軍從海军名录中除籍，其船體於1921年12月30日出售給拆船船，隨後拖行至德國漢堡拆解。

## 外部連結
- . Battleship-cruisers.co.uk.   [2018-04-24]. （原始内容存档于2018-04-24） （英语）.